# Gare de Carlsbourg
La gare de Carlsbourg est une gare ferroviaire belge de la ligne 166, de (Dinant) Y Neffe à Bertrix, située à proximité de Carlsbourg, section de la commune de Paliseul, en Région wallonne dans la province de Luxembourg.
Elle est mise en service en 1888 par les chemins de fer de l'État belge. C'est une gare de la Société nationale des chemins de fer belges (SNCB) desservie par des trains  Omnibus (L) et Heure de pointe (P).

## Situation ferroviaire
Établie à 385 m d'altitude, la gare de Carlsbourg est située au point kilométrique (PK) 55,20 de la ligne 166, de (Dinant) Y Neffe à Bertrix, entre les gares ouvertes de Graide et de Paliseul.

## Histoire
Le point d'arrêt de Carlsbourg est mis en service le 1er octobre 1888 par l'Administration des chemins de fer de l'État belge, sur la section de Bertrix à Gedinne en service depuis 1880.
Implanté au sommet du talus à l'écart du bourg, cet arrêt accède au statut de halte le 23 novembre 1891. En 1893, elle est dotée d'un bâtiment qui établira les lignes directrices du plan-type standard de 1893. À Carlsbourg, la façade donnant sur le quai est en pierre avec un auvent (marquise vitrée) et l'aile basse, disposée à droite du corps de logis, comprend six travées côté quai et seulement deux côté rue ; ce mur aveugle sera plus tard percé d'ouvertures additionnelles. A l'instar des autres bâtiments du type 1893, le mur-pignon de cette aile comprend une porte pour le magasin des colis et des petites marchandises. Le auvent a été ajouté en 1913 ou 1914 lors de travaux de transformation du bâtiment.
La gare devient un simple arrêt avec la fermeture de son guichet le 12 juin 1982. Le bâtiment de la gare est plus tard démoli.

## Service des Voyageurs

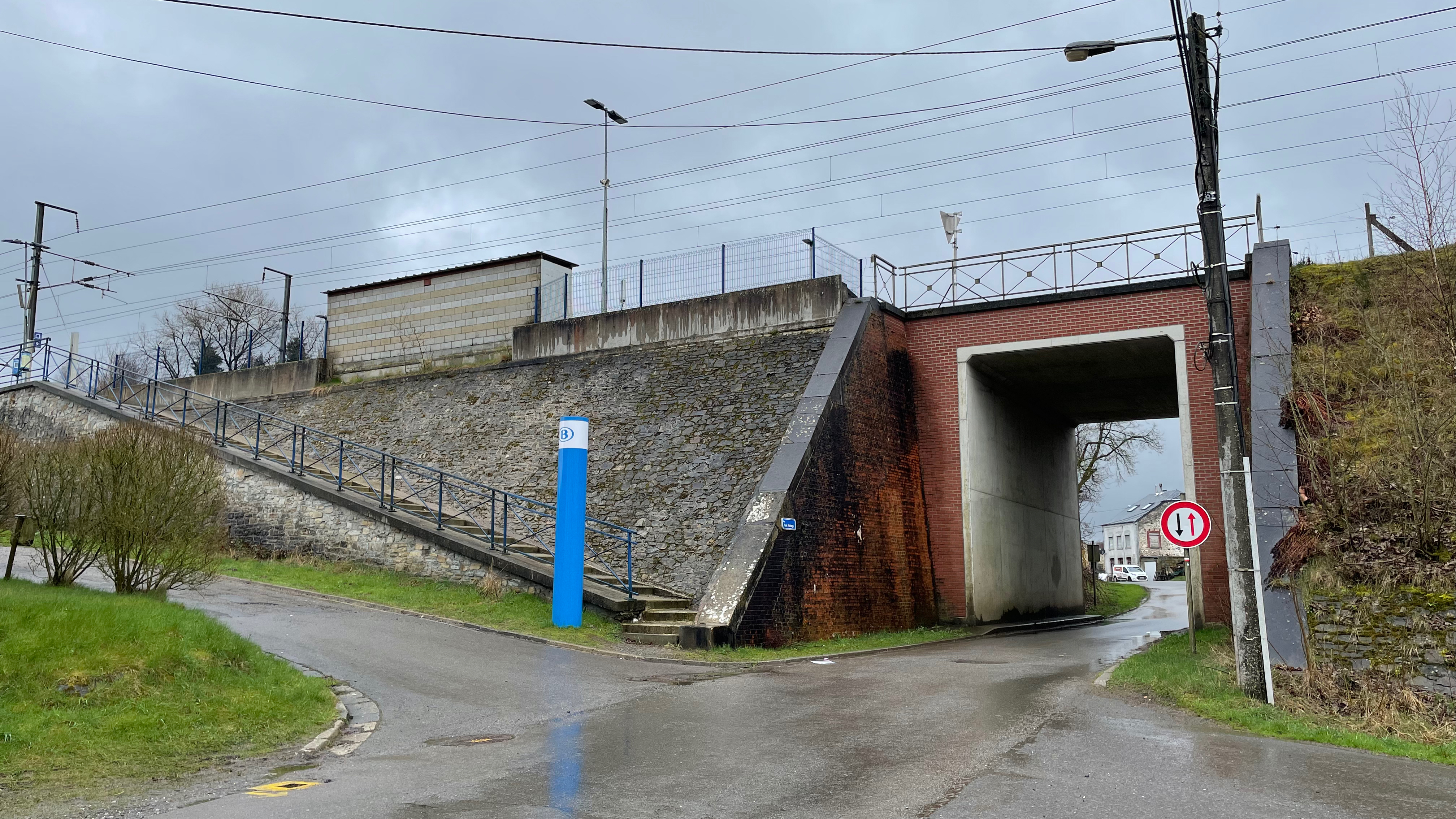
Accès au quai et pont routier.

### Accueil
Halte SNCB, c'est un point d'arrêt non géré (PANG) à accès libre.

### Desserte
Carlsbourg est desservie par des trains Omnibus (L) et d'Heure de pointe (P) de la SNCB, qui effectuent des missions sur la ligne 166.

#### Semaine
En semaine, la desserte comprend un train L par heure reliant Namur à Libramont via Dinant.
Il existe également deux trains d’heure de pointe, le matin :
- un train P reliant Gedinne à Arlon via Libramont et Virton[10] ;
- un train P reliant Bertrix à Dinant ;
- un train P reliant Bertrix à Namur.

#### Week-ends et fériés
La desserte se résume à un train L toutes les deux heures reliant Namur à Libramont.

### Intermodalité
Le stationnement des véhicules est possible à proximité.

## Comptage voyageurs
Le graphique et le tableau montrent le nombre de passagers qui en moyenne embarquent durant la semaine, le samedi et le dimanche.
| Nombre de voyageurs qui embarquent à la gare de Carlsbourg | Nombre de voyageurs qui embarquent à la gare de Carlsbourg | Nombre de voyageurs qui embarquent à la gare de Carlsbourg | Nombre de voyageurs qui embarquent à la gare de Carlsbourg |
|                                                            | Semaine                                                    | Samedi                                                     | Dimanche                                                   |
| ---------------------------------------------------------- | ---------------------------------------------------------- | ---------------------------------------------------------- | ---------------------------------------------------------- |
| 1977                                                       | 107                                                        | 12                                                         | 18                                                         |
| 1978                                                       | 123                                                        | 10                                                         | 74                                                         |
| 1979                                                       | 10                                                         | 24                                                         | 25                                                         |
| 1980                                                       | 118                                                        | 16                                                         | 18                                                         |
| 1981                                                       | 83                                                         | 25                                                         | 25                                                         |
| 1982                                                       | 79                                                         | 23                                                         | 45                                                         |
| 1983                                                       | 80                                                         | 17                                                         | 28                                                         |
| 1984                                                       | 82                                                         | 15                                                         | 29                                                         |
| 1985                                                       | 55                                                         | 11                                                         | 32                                                         |
| 1986                                                       | 87                                                         | 22                                                         | 27                                                         |
| 1987                                                       | 63                                                         | 17                                                         | 13                                                         |
| 1988                                                       | 98                                                         | 14                                                         | 30                                                         |
| 1989                                                       | 56                                                         | 14                                                         | 23                                                         |
| 1990                                                       | 62                                                         | 25                                                         | 23                                                         |
| 1991                                                       | 55                                                         | 56                                                         | 28                                                         |
| 1992                                                       | 47                                                         | 27                                                         | 30                                                         |
| 1993                                                       | 50                                                         | 16                                                         | 17                                                         |
| 1994                                                       | 65                                                         | 19                                                         | 36                                                         |
| 1995                                                       | 43                                                         | 17                                                         | 15                                                         |
| 1996                                                       | 36                                                         | 6                                                          | 11                                                         |
| 1997                                                       | 25                                                         | 40                                                         | 11                                                         |
| 1998                                                       | 39                                                         | 9                                                          | 22                                                         |
| 1999                                                       | 33                                                         | 16                                                         | 18                                                         |
| 2000                                                       | 36                                                         | 14                                                         | 36                                                         |
| 2001                                                       | 39                                                         | 4                                                          | 34                                                         |
| 2002                                                       | 33                                                         | 14                                                         | 20                                                         |
| 2003                                                       | 34                                                         | 38                                                         | 72                                                         |
| 2004                                                       | 33                                                         | 16                                                         | 24                                                         |
| 2005                                                       | 31                                                         | 11                                                         | 28                                                         |
| 2006                                                       | 30                                                         | 10                                                         | 56                                                         |
| 2007                                                       | 43                                                         | 7                                                          | 43                                                         |
| 2008                                                       | -                                                          | -                                                          | -                                                          |
| 2009                                                       | 37                                                         | 20                                                         | 35                                                         |
| 2010                                                       | -                                                          | -                                                          | -                                                          |
| 2011                                                       | -                                                          | -                                                          | -                                                          |
| 2012                                                       | 31                                                         | 17                                                         | 16                                                         |
| 2013                                                       | 36                                                         | 11                                                         | 44                                                         |
| 2014                                                       | 33                                                         | 4                                                          | 36                                                         |
| 2015                                                       | 30                                                         | 9                                                          | 20                                                         |
| 2016                                                       | 39                                                         | 15                                                         | 49                                                         |
| 2017                                                       | 35                                                         | 7                                                          | 41                                                         |
| 2018                                                       | 38                                                         | 14                                                         | 41                                                         |
| 2019                                                       | 44                                                         | 11                                                         | 34                                                         |
| 2020                                                       | 29                                                         | 17                                                         | 16                                                         |
| 2021                                                       | -                                                          | -                                                          | -                                                          |
| 2022                                                       | 62                                                         | 16                                                         | 28                                                         |
| 2023                                                       | 52                                                         | 24                                                         | 61                                                         |
| 2024                                                       | 86                                                         | 49                                                         | 58                                                         |